# ZAC Luciline
La ZAC Luciline - Rives de Seine, plus connue sous le nom d'écoquartier Luciline, est une zone d'aménagement concerté à l'ouest de la ville de Rouen. Le projet a pour objectif la reconquête urbaine de cette ancienne zone d'activité portuaire. Ce quartier est, à l'heure actuelle, l'écoquartier le plus important de la métropole et comptera à terme 1 000 logements (dont 25 % de logements sociaux) soit 78 900 m2 et 28 800 m2 de bureaux et activités.

## Situation
La ZAC Luciline se trouve dans les quartiers ouest de la ville de Rouen où elle occupe une superficie de 9 hectares. Elle est délimitée au nord par l'avenue du Mont-Riboudet, au sud par le boulevard Ferdinand-de-Lesseps qui longe le quai éponyme et l'Espace des Marégraphes, à l'ouest par la rue Amédée-Dormoy avec les Docks 76 et le Palais des sports et à l'est par la rue Jean-Ango. Le passage de la Luciline, qui suit un axe Nord-Sud, est la seule voie historique au cœur de la ZAC.
Elle fait face à l'écoquartier Flaubert en rive gauche.

## Toponymie

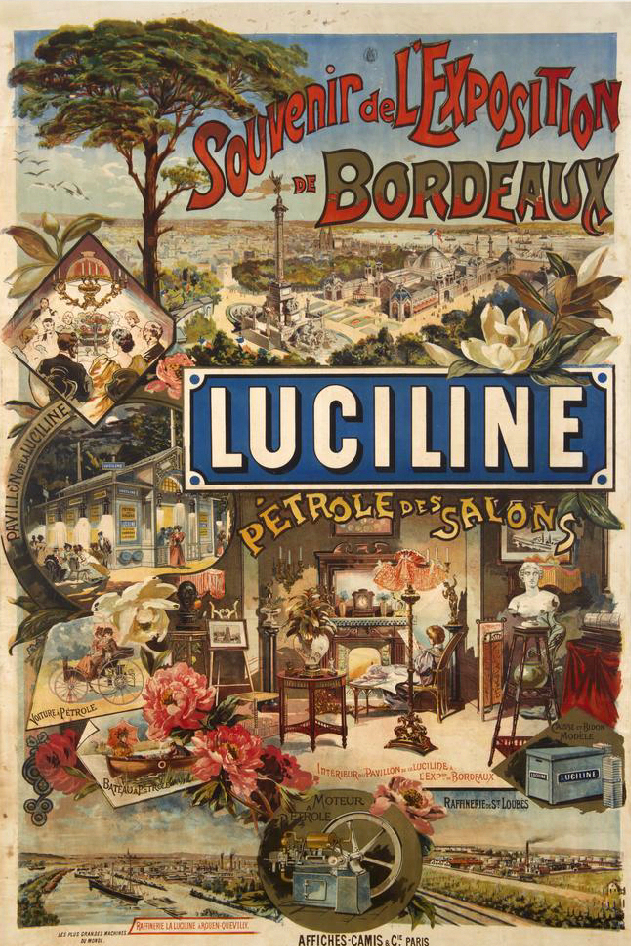
Affiche de promotion de la marque Luciline.

L'origine du nom Luciline est sujette à question. Habituellement, deux hypothèses cohabitent, liées à l'existence de la raffinerie La Luciline, dont le siège aurait été établi en 1868 au 69 avenue du Mont-Riboudet. Alfred Guérard (1831-1889), fondateur de la raffinerie, se serait inspiré de lux, lucis, la lumière. L'autre hypothèse provient d'Alexandre Deutsch de la Meurthe (1815-1884) qui lui aurait donné le nom de sa petite-fille Lucie.
Ces deux hypothèses sont discréditées par l'implantation de l'usine de raffinage sur le site dès 1863,,. Cette usine a été créée par la société Abraham Cohen et Cie, rue Paradis-Poissonnière à Paris. Elle produisait de la Luciline, nom commercial de leur produit phare, qui est une variété de pétrole lampant, c'est-à-dire une huile légère issue du pétrole, destinée tout d'abord à l'éclairage (en alimentant les lampes produites également par la société), puis comme moyen de chauffage. Le nom lui-même, de par l'usage du produit, semble provenir du latin lux, lucis, avec le suffixe -ine, utilisé en chimie, avec une affinité avec d'autres noms dans le domaine du pétrole tels que pétroline, pétroléine, gaziline. La raffinerie a ensuite pris le nom du produit, par métonymie. Notons au passage l'existence d'un ruisseau qui coule à proximité, nommé Luciline. Compte tenu de ce qui précède, on peut conclure que le ruisseau a pris le nom de la raffinerie : c'est le ruisseau de la Luciline.

## Un site riche en eau
De nombreuses sources prennent naissance aux alentours dont la plus réputée est la source Saint-Gervais. Enterrée et canalisée, elle est ramenée à la surface et parcourt le site, notamment au niveau du mail.

## Historique
Abraham Cohen, de Paris, fonde au nom de sa société Luciline, une des premières raffineries de pétrole, pour l'éclairage puis le chauffage,. Alfred Guérard, issu d'une famille de négociants rouennais, en prend les rênes en 1868. L'affaire sera quelques années plus tard reprise par Alexandre Deutsch.
En 1975, Louis Thomas installe les bureaux de sa compagnie de remorqueurs dans une tour de 9 étages faisant environ 30 m de hauteur. Connue sous le nom de « Tour Thomas », elle est démolie en 2016.
L'urbaniste Christian Devillers conçoit le plan de la ZAC avec un projet constitué de 1 000 logements, de bureaux, d'activité et de commerces. Elle se développe en 3 bandes parallèles à la Seine : les « Rives de Seine », marquées par des immeubles hauts sur le boulevard Ferdinand-de-Lesseps ; un mail central qui permet de traiter la question des eaux pluviales de l'ensemble du site ; des îlots mixtes avec les ateliers/concessionnaires le long de l'avenue du Mont-Riboudet. La tour Vauban, immeuble de bureaux achevé en 2009, est le premier élément émergeant du projet.

## Le quartier actuel

### Transports en commun
- Le quartier est principalement accessible par les lignes T1, T2 et T3 du réseau de bus à haut niveau de service, le TEOR via les stations Luciline (anciennement nommé Jean-Ango) et Mont-Riboudet - Kindarena.
- Arrêt de bus Mont-Riboudet des lignes no F4, 26, 35, 526, 529 et 530.

Outre ces transports en commun, le quartier est accessible par l'A150 et dispose des parkings des Docks 76 de 1 000 places et du Mont-Riboudet de 951 places. La station Cy'clic porte le no 18 - Les Docks.

### Espaces publics et espaces verts
Le quartier est en partie construit autour d'un mail, le mail Andrée-Putman bordé de chaque côté par la Luciline, le cours d'eau traversant le quartier.
L'esplanade du Kindarena est un important lieu de vie du quartier, situé entre le centre commercial Docks 76, le palais des sports Kindarena et la station de TEOR Mont-Riboudet - Kindarena, un espace de 10 000 m2.

### Les bâtiments construits ou en projet
Les projets ci-dessous sont portés par de nombreux cabinets d'architecte
| Nom                    | Date de livraison | Hauteur | Étages | Fonction                          | État            |
| Terrasses sur Seine    | 2018              | 36 m    | R+11   | Mixte                             | Construit       |
| Lisière en Seine       | 2022              | 35 m    | R+10   | Mixte                             | En projet       |
| CitySeine              | 2020              | 34 m    | R+10   | Mixte                             | Construit       |
| Le Vauban 2            | 2017              | 33,24 m | R+8    | Bureaux, Commerces et activités   | Construit       |
| Docks en Seine         | 2015              | 33 m    | R+10   | Mixte                             | Construit       |
| Le Vauban              | 2009              | 31,5 m  | R+8    | Bureaux                           | Construit       |
| Docks 76               | 2009              | 29 m    | R+2    | Commerces et activités            | Construit       |
| Futur'en Seine         | 2015              | 28,44 m | R+8    | Logements, Commerces et activités | Construit       |
| Les Terrasses Luciline | 2019              | 28 m    | R+8    | Logements, Commerces et activités | Construit       |
| Reflets Luciline       | 2019              | 27 m    | R+8    | Logements, Commerces et activités | Construit       |
| Calys                  | 2017              | 26,7 m  | R+8    | Logements, Commerces et activités | Construit       |
| Riva                   | 2015              | 25,74 m | R+8    | Logements                         | Construit       |
| Kenoa                  | 2015              | 24,63 m | R+7    | Logements, Commerces et activités | Construit       |
| Îlot B - Bâtiment 2    | 2015              | 21 m    | R+5    | Mixte                             | Construit       |
| Parking des Docks 76   | 2009              | 19 m    | R+4    | Parking                           | Construit       |
| Reflets Luciline 2     | 2021              | 15 m    | R+4    | Logements, Commerces et activités | En construction |
| Kindarena              | 2012              | 15 m    | R+1    | Sport                             | Construit       |